# ロンドンマラソン
ロンドンマラソン（英語: London Marathon）は、1981年以来ロンドンで毎年4月に開催されるマラソン大会である。ワールドマラソンメジャーズの一つであり、ワールドアスレティックスプラチナラベルレース。通常の大会とは異なり巨大なスポーツの祭典となっている点が特色である。

## 沿革
ロンドンマラソンはオリンピックの障害競走の元チャンピオンでありスポーツジャーナリストのクリス・ブラッシャーにより、ニューヨークシティマラソンを参考に、従来とは異なる「市民のマラソン」大会を目指して創設された。第一回大会は1981年3月29日に開催され、7,747人が参加し、完走者は6,255人であった。参加者は次年度には3倍を数え、25回大会では出走者は35,680人にのぼった。参加応募は常に定員を相当数オーバーしており、出場許可が得られるものは4万人を超える世界最大のマラソン大会の一つである。2020は新型肺炎影響で10月に延期。また東京マラソン2020同様エリートのみの限定開催予定。2021・22年も10月開催。

## コース
コースはグリーニッジ・パークからカティー・サーク、タワーブリッジ、ドックランズ、イースト・エンド、ロンドン塔、バッキンガム宮殿、ザ・マルへと抜ける。1981年の創設以来、ウェストミンスターブリッジでのゴールが、ザ・マルでのゴールに変わったのと、参加者数の増加により男子エリート、女子エリート、車椅子、一般参加者とスタートが別になったのとを除けば、競技の形式はほぼ変わっていないが、2020年の大会では、新型コロナウイルスの世界的流行を受け、開催時期を10月に延期した上でセントジェームズパークに設けられた2.15kmの周回コースを約20周する形態に変更された。

## 参加者
広範な使命をうたうロンドンマラソンの参加者は、車椅子競技者、エリート競技者、80歳を越えるベテランなど多様である。チャリティのためのスポンサー付きランナーも積極的に呼び込んでおり、個人による寄付、マラソンの収益の残り、スポンサーからの収益などがロンドンマラソンチャリティ基金を通じて非営利団体に寄付される。多額の賞金でエリート選手を惹きつける真剣な競技大会であると同時に、純粋にイベントを楽しむファンランナーが仮装して参加する姿も見られる。2003年4月19日には、元ボクサーのマイケル・ワトソン（クリス・ユーバンクとの対戦後、2度と歩けないのではないかと言われていた）が対戦6日後にマラソンを完走したことでイングラングの英雄となった。

### 参加方法
公式サイトより
1. 招待・各国連盟からの推薦
2. チャンピオンシップ枠
3. タイム資格枠（英国内居住者のみ）
4. 海外旅行会社ツアー枠
5. ブリティッシュ・アスレティクス・クラブ枠
6. チャリティ枠
7. 一般抽選

| 年齢    | 男子      | 女子      |
| ------- | --------- | --------- |
| 18 – 40 | 3時間05分 | 3時間45分 |
| 41 – 49 | 3時間15分 | 3時間50分 |
| 50 - 59 | 3時間20分 | 4時間00分 |
| 60 - 64 | 3時間45分 | 4時間30分 |
| 65 - 69 | 4時間00分 | 5時間00分 |
| 70 - 75 | 5時間00分 | 6時間00分 |
| 76+     | 5時間30分 | 6時間30分 |

## 歴代優勝者
大会記録は、男子がケルヴィン・キプタム（ ケニア）の2:01:25（2023年）、女子がポーラ・ラドクリフ（ イギリス）の2:15:25（2003年）であり、世界トップクラスの高速コースのひとつである。
 太字 は世界記録、 太字 は大会記録（いずれも当時）、 -数字- は優勝回数。
| 開催日        | 男子選手                                              | タイム  | 女子選手                                 | タイム  |
| ------------- | ----------------------------------------------------- | ------- | ---------------------------------------- | ------- |
| 1981年3月29日 | ディック・ベアズレー (USA) · インゲ・シモンセン (NOR) | 2:11:48 | ジョイス・スミス (GBR)                   | 2:29:57 |
| 1982年5月9日  | ヒュー・ジョーンズ (GBR)                              | 2:09:24 | ジョイス・スミス (GBR) -2-               | 2:29:43 |
| 1983年4月17日 | マイク・グラットン (GBR)                              | 2:09:43 | グレテ・ワイツ (NOR)                     | 2:25:29 |
| 1984年5月13日 | チャーリー・スペディング (GBR)                        | 2:09:57 | イングリッド・クリスチャンセン (NOR)     | 2:24:26 |
| 1985年4月21日 | スティーブ・ジョーンズ (GBR)                          | 2:08:16 | イングリッド・クリスチャンセン (NOR) -2- | 2:21:06 |
| 1986年4月20日 | 瀬古利彦 (JPN)                                        | 2:10:02 | グレテ・ワイツ (NOR) -2-                 | 2:24:54 |
| 1987年4月10日 | 谷口浩美 (JPN)                                        | 2:09:50 | イングリッド・クリスチャンセン (NOR) -3- | 2:22:48 |
| 1988年4月17日 | ヘンリク・ヨルゲンセン (DNK)                          | 2:10:20 | イングリッド・クリスチャンセン (NOR) -4- | 2:25:41 |
| 1989年4月23日 | ダグラス・ワキウリ (KEN)                              | 2:09:03 | ベロニク・マロー (GBR)                   | 2:25:56 |
| 1990年4月22日 | アリスター・ハットン (GBR)                            | 2:10:10 | ワンダ・パンフィル (POL)                 | 2:26:31 |
| 1991年4月21日 | ヤコブ・トルスティコフ (SSR)                          | 2:09:17 | ロザ・モタ (PRT)                         | 2:26:14 |
| 1992年4月12日 | アントニオ・ピント (PRT)                              | 2:10:02 | カトリン・ドーレ (GER)                   | 2:29:39 |
| 1993年4月18日 | イーモン・マーティン (GBR)                            | 2:10:50 | カトリン・ドーレ (GER) -2-               | 2:27:09 |
| 1994年4月17日 | ディオニシオ・セロン (MEX)                            | 2:08:53 | カトリン・ドーレ (GER) -3-               | 2:32:34 |
| 1995年4月2日  | ディオニシオ・セロン (MEX) -2-                        | 2:08:30 | マルゴザタ・ソバンスカ (POL)             | 2:27:43 |
| 1996年4月21日 | ディオニシオ・セロン (MEX) -3-                        | 2:10:00 | リズ・マッコルガン (GBR)                 | 2:27:54 |
| 1997年4月13日 | アントニオ・ピント (PRT) -2-                          | 2:07:55 | ジョイス・チェプチュンバ (KEN)           | 2:26:51 |
| 1998年4月26日 | アベル・アントン (ESP)                                | 2:07:57 | キャサリーナ・マッキナーン (IRL)         | 2:26:26 |
| 1999年4月18日 | アブデルハデル・エルムージス (MAR)                    | 2:07:57 | ジョイス・チェプチュンバ (KEN) -2-       | 2:23:22 |
| 2000年4月16日 | アントニオ・ピント (PRT) -3-                          | 2:06:36 | テグラ・ロルーペ (KEN)                   | 2:24:33 |
| 2001年4月22日 | アブデルハデル・エルムージス (MAR) -2-                | 2:07:09 | デラルツ・ツル (ETH)                     | 2:23:57 |
| 2002年4月14日 | ハーリド・ハヌーシ (USA)                              | 2:05:38 | ポーラ・ラドクリフ (GBR)                 | 2:18:56 |
| 2003年4月13日 | ゲザハン・アベラ (ETH)                                | 2:07:56 | ポーラ・ラドクリフ (GBR) -2-             | 2:15:25 |
| 2004年4月18日 | エバンス・ルット (KEN)                                | 2:06:18 | マーガレット・オカヨ (KEN)               | 2:22:35 |
| 2005年4月17日 | マーティン・レル (KEN)                                | 2:07:35 | ポーラ・ラドクリフ (GBR) -3-             | 2:17:42 |
| 2006年4月23日 | フェリックス・リモ (KEN)                              | 2:06:39 | ディーナ・カスター (USA)                 | 2:19:36 |
| 2007年4月22日 | マーティン・レル (KEN) -2-                            | 2:07:41 | 周春秀 (CHN)                             | 2:20:38 |
| 2008年4月13日 | マーティン・レル (KEN) -3-                            | 2:05:15 | イリーナ・ミキテンコ (GER)               | 2:24:14 |
| 2009年4月26日 | サムエル・ワンジル (KEN)                              | 2:05:10 | イリーナ・ミキテンコ (GER) -2-           | 2:22:11 |
| 2010年4月25日 | ツェガエ・ケベデ (ETH)                                | 2:05:19 | リリア・ショブホワ (RUS)                 | 2:22:00 |
| 2011年4月17日 | エマニュエル・ムタイ (KEN)                            | 2:04:40 | メアリー・ケイタニー (KEN)               | 2:19:19 |
| 2012年4月22日 | ウィルソン・キプサング (KEN)                          | 2:04:44 | メアリー・ケイタニー (KEN) -2-           | 2:18:37 |
| 2013年4月21日 | ツェガエ・ケベデ (ETH) -2-                            | 2:06:04 | プリスカ・ジェプトゥー (KEN)             | 2:20:15 |
| 2014年4月13日 | ウィルソン・キプサング (KEN) -2-                      | 2:04:29 | エドナ・キプラガト (KEN)                 | 2:20:21 |
| 2015年4月26日 | エリウド・キプチョゲ (KEN)                            | 2:04:42 | ティギスト・トゥファ (ETH)               | 2:23:22 |
| 2016年4月24日 | エリウド・キプチョゲ (KEN) -2-                        | 2:03:05 | ジェミマ・スムゴング (KEN)               | 2:22:58 |
| 2017年4月23日 | ダニエル・ワンジル (KEN)                              | 2:05:47 | メアリー・ケイタニー (KEN) -3-           | 2:17:01 |
| 2018年4月22日 | エリウド・キプチョゲ (KEN) -3-                        | 2:04:17 | ビビアン・チェルイヨット (KEN)           | 2:18:31 |
| 2019年4月28日 | エリウド・キプチョゲ (KEN) -4-                        | 2:02:37 | ブリジット・コスゲイ (KEN)               | 2:18:20 |
| 2020年10月4日 | シュラ・キタタ (ETH)                                  | 2:05:41 | ブリジット・コスゲイ (KEN) -2-           | 2:18:58 |
| 2021年10月3日 | シーセイ・レマ (ETH)                                  | 2:04:01 | ジョイシリネ・ジェプコスゲイ (KEN)       | 2:17:43 |
| 2022年10月2日 | アモス・キプルト (KEN)                                | 2:04:39 | ヤレムゼルフ・エフアラウ (ETH)           | 2:17:26 |
| 2023年4月23日 | ケルヴィン・キプタム (KEN)                            | 2:01:25 | シファン・ハッサン (NED)                 | 2:18:33 |
| 2024年4月21日 | アレクサンダー・ムティソ (KEN)                        | 2:04:01 | ペレス・ジェプチルチル (KEN)             | 2:16:16 |
| 2025年4月27日 | サバスチャン・サウェ (KEN)                            | 2:02:27 | ティギスト・アセファ (ETH)               | 2:15:50 |

1. 1 2 3 4  女子単独レースとしての世界記録。

## 車いすの部

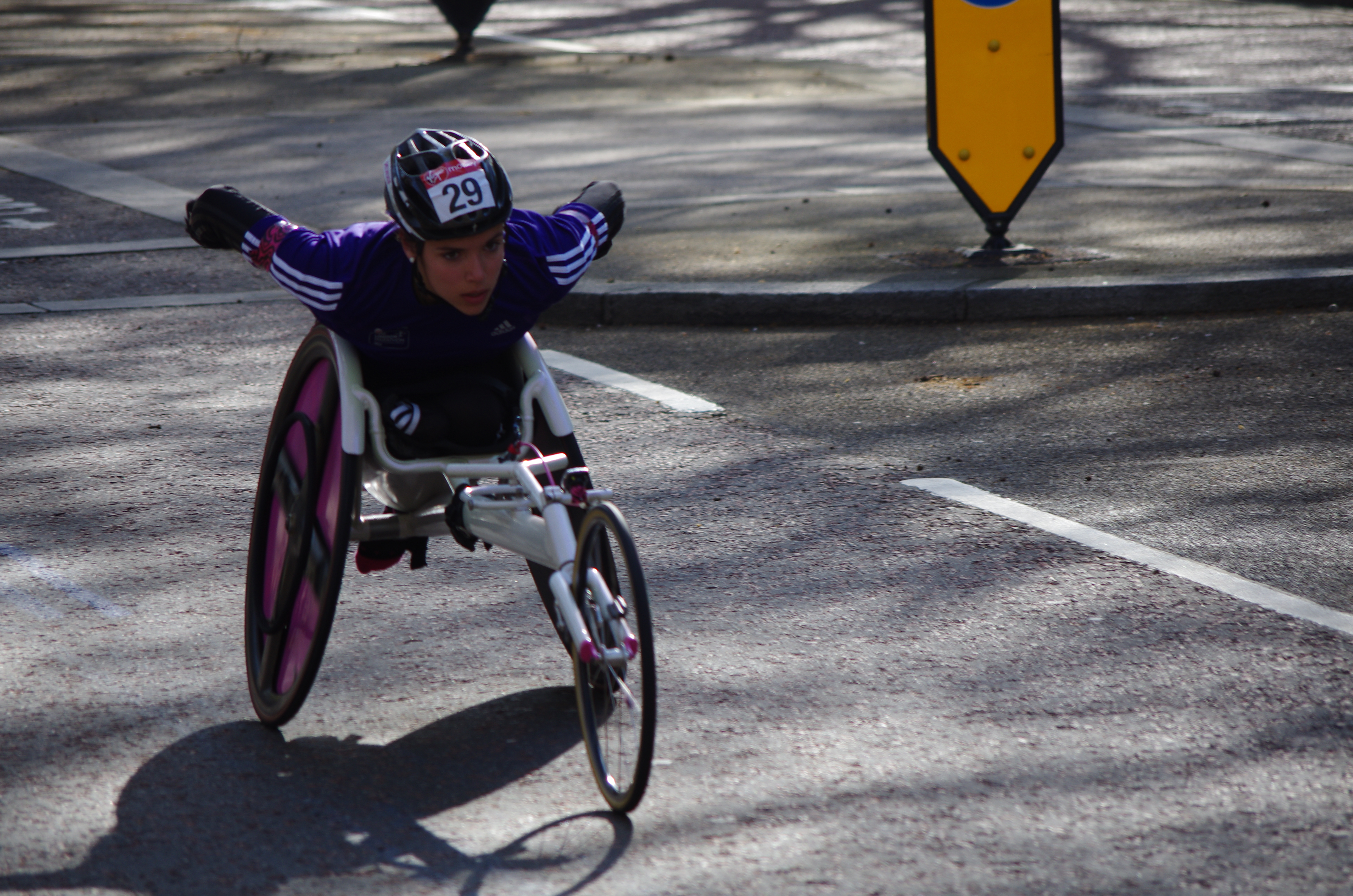
2012ロンドンマラソン

車いすの部　歴代優勝者
| 開催年 | 男子選手                   | タイム  | 女子選手                       | タイム  |
| ------ | -------------------------- | ------- | ------------------------------ | ------- |
| 1997年 |                            |         | Tanni Grey-Thompson (GBR)      |         |
| 1998年 |                            |         | Tanni Grey-Thompson (GBR)      |         |
| 1999年 |                            |         | Tanni Grey-Thompson (GBR)      |         |
| 2000年 |                            |         | Tanni Grey-Thompson (GBR)      |         |
| 2001年 |                            |         | Tanni Grey-Thompson (GBR)      |         |
| 2002年 | デヴィッド・ウィアー (GBR) | 1:39:44 | Tanni Grey-Thompson (GBR)      | 2:22:51 |
| 2003年 | Joel Jeannot (FRA)         | 1:32:02 | Francesca Porcellato (ITA)     | 2:04:21 |
| 2004年 | Saul Mendoza (MEX)         |         | Francesca Porcellato (ITA)     | 2:05:00 |
| 2005年 | Saul Mendoza (MEX)         | 1:35:51 | Francesca Porcellato (ITA)     | 1:57:00 |
| 2006年 | デヴィッド・ウィアー (GBR) | 1:29:48 | Francesca Porcellato (ITA)     | 1:59:57 |
| 2007年 | デヴィッド・ウィアー (GBR) | 1:30:49 | Shelly Woods (GBR)             | 1:50:40 |
| 2008年 | デヴィッド・ウィアー (GBR) | 1:33:56 | Sandra Graf (SUI)              | 1:48:04 |
| 2009年 | カート・ファーンリー (AUS) | 1:28:57 | アマンダ・マクグローリー (USA) | 1:50:39 |
| 2010年 | Josh Cassidy (CAN)         | 1:35:21 | 土田和歌子 (JPN)               | 1:52:33 |
| 2011年 | デヴィッド・ウィアー (GBR) | 1:30:05 | アマンダ・マクグローリー (USA) | 1:46:31 |
| 2012年 | デヴィッド・ウィアー (GBR) | 1:32:26 | シェリー・ウッズ (GBR)         | 1:49:10 |
| 2013年 | カート・ファーンリー (AUS) | 1:31:29 | Tatyana McFadden (USA)         | 1:46:02 |
| 2014年 | Marcel Hug (SUI)           | 1:32:41 | Tatyana McFadden (USA)         | 1:45:12 |

## 放送
BBCスポーツが中継放送を行っている。日本国内ではオリンピックチャンネルで放送。